# Ruth Osburn
Ruth Osburn   (Missouri, 24 d'abril de 1912 - Tucson, 8 de gener de 1994) va ser una atleta estatunidenca, especialista en el llançament de disc, que va competir durant la dècada de 1930.
El 1932 va prendre part en els Jocs Olímpics de Los Angeles, on va guanyar la medalla de plata en la prova del llançament de disc del programa d'atletisme.
Guanyà els títols de l'AAU de 1932 i 1933. En deixar l'atletisme jugà al bàsquet professionalment.

## Millors marques
- Llançament de disc. 40.56 metres (1932)[1][2]